# Bradley Neil
Bradley Neil (Dundee, 16 januari 1996) is een golfspeler uit Schotland. Hij is lid van de Blairsowrie Golf Club.

## Amateur
Bradley Neil speelde vanaf 2010 voor punten op de wereldranglijst voor amateurs. Dat jaar won hij het Schots kampioenschap voor jongens onder de leeftijd van 14 jaar en werd hij in het nationale jeugdteam opgenomen. In 2013 maakte Neil deel uit van het team dat in Sydney de Australian Youth Olympics won.
In 2014 won hij het Brits Amateur 2014 door Zander Lombard in de 36-holes finale met 2&1 te verslaan. Deze overwinning leverde een uitnodiging op voor het Brits Open en de US Open. Neil was de eerste Schotse winnaar van het Brits Amateur sinds 2004.
Hij werd gekozen tot Scottish Amateur Golfer of the Year en won de Scottish Golf Union Men’s Order of Merit. Eind 2014 stond hij nummer 6 op de  wereldranglijst. In 2015 was hij de beste amateur bij het Alfred Dunhill Championship in Zuid-Afrika.

### Gewonnen
- 2010: Reid Trophy
- 2013: Scottish Boys
- 2014: Brits Amateur

## Professional
Na de U.S. Open van 2015 werd Neil professional. Hij maakte zijn professionele debuut tijdens de SSE Scottish Hydro Challenge, op de Challenge Tour.
Op 27 juni 2024 won Neil zijn eerste toernooi als professional, door de Newmachar Classic te winnen - een toernooi op de Tartan Pro Tour.

### Gewonnen
2024: Newmachar Classic

## Teams
- Australian Youth Olympic: 2013 (winnaars met Cloe Williams, Ewan Scott en George Hall)
- Jacques Leglise Trophy: 2013
- Eisenhower Trophy: 2014